# Parpagliola
Parpagliola – na początku XVI w. bilonowa, na przełomie XVI i XVII w. miedziana moneta bita w północnych Włoszech, m.in. w Asti, Monferrato, Mediolanie, Messerano i Passerano.